# Lluís Omedes Sistach
Lluís Omedes Sistach (català: Lluís Omedes i Sistachs)  (Barcelona, 24 d'agost de 1897 - Barcelona, 8 de gener de 1970) fou un remer català que va competir durant la dècada de 1920.
Membre del Reial Club Marítim de Barcelona, el 1924 va prendre part en els Jocs Olímpics de París, on disputà dues proves del programa de rem, els quatre i vuit amb timoner. En ambdues quedà eliminat en sèries. Guanyà deu Campionats d'Espanya durant la dècada de 1920. Posteriorment, es dedicà a entrenar i fou director tècnic de la Federació Espanyola de Rem (1967-70).